# 岩谷瓦斯
岩谷瓦斯株式会社（いわたにガス）は大阪市北区西天満に本社を置く企業。岩谷産業のグループ企業。

## 事業
ガス事業
- 酸素、水素ガス、アセチレン、特殊ガス等の製造

エンジニアリング事業
- ガスプラント、合成空気供給装置、半導体関連装置の設計・施工

ガス関連事業
- 低温機器、ガス関連機器、溶材等の製造

ガスケミカル事業
- 界面活性剤、高性能切削油剤等の製造

## 沿革
- 1947年 - 前身の「東洋貿易株式会社」（のちの岩谷ガス工業株式会社）設立。
- 1985年 - 岩谷ガス工業株式会社、大阪水素工業株式会社、富士瓦斯工業株式会社が対等合併し、岩谷瓦斯株式会社設立。
- 2008年 - 大阪市淀川区より本社移転。
- 2009年 - 千葉工場で液化水素製造設備が稼働。
- 2013年 - 岩谷産業株式会社による100%子会社化。
- 2014年 - 大阪市中央区より本社移転。

## 関連企業
- アイ・エム・マテリアル株式会社
- 東曹ダイスイ株式会社
- イワタニカーボニックス株式会社
- イワタニガスエンジニアリング株式会社
- ガス保安検査株式会社
- アイ・テック・サービス株式会社
- イワタニガスネットワーク株式会社